# コスモス133号
コスモス133号（ロシア語：Космос-133、ラテン文字表記の例：Cosmos-133）は、1966年にソビエト連邦が打上げた宇宙船である。ソユーズ宇宙船（7K-OK）最初の無人テスト飛行で、軌道変更やもう1機の無人ソユーズ宇宙船とのドッキング試験を行う計画であったが、姿勢制御の故障のため中止された。カプセルは3日後に地球へ帰還したが、着陸コースを外れ自爆した。
本項目では、コスモス133号の後続機（打上げ失敗）についても述べる。

## 概要
1966年、ソユーズ宇宙船が完成したが、有人飛行を行う前に無人試験飛行が必要とされた。このため、2日間に2機の無人のソユーズ宇宙船を打ち上げ、軌道変更の末にドッキングを行う計画が立てられた。コスモス133号はその1機目と位置付けられた。
コスモス133号打上げは、1966年11月28日にバイコヌール宇宙基地で行われた。ロケットはソユーズ11A511が使用され、乗組員代わりに宇宙服を着たマネキンを乗せた。打上げは順調に進み、宇宙船は予定通り地球周回軌道に投入された。しかし数時間後にシステムが異常を起こし、姿勢制御用推進剤を急速に消費してしまった。このためドッキング計画は実行不能となり、翌日の後続機打上げは延期された。
コスモス133号は軌道減衰のため数日以内に制御されないまま地球へ落下する見込みとなった。ソ連領内で回収するためには宇宙船制御を取戻す必要があった。11月30日、宇宙船は逆噴射を行って軌道を離れることに成功、大気圏に突入した。しかし不安定な姿勢で噴射を行ったため精度の低い突入となり、帰還カプセルは行方不明となった。着陸予想地点周辺で捜索が行われたが、ついにカプセルが発見されることはなかった。
後日、レーダー追跡データを分析したところ、カプセルは予定着陸地点より逸れ、中国へ向かうコースに入ったため、搭載していた自爆システムが作動したことが判明した。この自爆システムはTNT火薬を使用するもので、無人機にのみ搭載されていた。

### 火球出現
11月30日の日本時間20時40分過ぎ、西日本上空に火球が出現した。和歌山県の中学生と京都市の高校生による観測記録から火球軌道が求められ、冨田弘一郎によってコスモス133号と同定された。和歌山県の観測者によるスケッチには2つの明るい火球（機械船と軌道船）と数個の小さな光点（機械船の太陽電池パネルと思われる）が描かれ、京都で撮影された写真にはそれらの後方を飛ぶ暗い物体（帰還船）が写っている。

## 後続機
1966年12月14日、コスモス133号のトラブルを受けて延期されていた2機目のソユーズ宇宙船が打上げられたが、ブースターエンジン1基が点火に失敗し、ロケットは発射台を離れなかった。エンジンが停止した後、ロケットを発射台より下ろす作業が始めたところ、宇宙船緊急脱出ロケットが誤って点火された。ロケット本体は引火爆発し、複数の作業員が負傷する事故となった。
爆発により主要な発射台の1つ（Pad 31）が完全に破壊されたため、以降の計画遅れは避けられなかった。これは月着陸競争の只中にあったソ連に焦りをもたらし、拙速なソユーズ1号の打ち上げの判断による宇宙飛行士死亡事故の遠因となった。